# Bethany Galat
Bethany Galat, née le 10 août 1995 à Mishawaka, est une nageuse américaine spécialiste de la brasse.

## Biographie
Élevée à Mishawaka dans l'Indiana, elle fréquente la Penn High School. Elle fait actuellement des études à l'université A&M du Texas.
Bethany Galat finit seconde du 200 mètres brasse lors des Mondiaux 2017 à Budapest derrière la Russe Yuliya Efimova et devant la Chinoise Jinglin Shi,.
Lors des championnats américains de natation en 2018, elle nage son 200 m brasse en 2 min 3 s 6, devenant la deuxième nageuse la plus rapide de tous les temps sur la distance. Aux championnats du monde de natation en petit bassin 2018, elle remporte la médaille d'argent du 200 m brasse en 2 min 18 s 52 derrière sa compatriote Annie Lazor et devant la Belge Fanny Lecluyse.

## Palmarès

### Championnats du monde

#### En grand bassin
- Championnats du monde 2017 à Budapest ( Hongrie) :
  -  médaille d'argent du 200 m brasse

#### En petit bassin
- Championnats du monde 2018 à Hangzhou ( Chine) :
  -  médaille de bronze du 200 m brasse